# Хајландс Ист (Онтарио)
Хајландс Ист (енгл. Highlands East) је општина у Канади у покрајини Онтарио. Према резултатима пописа 2011. у општини је живело 3.249 становника.

## Становништво
Према резултатима пописа становништва из 2011. у граду је живело 3.249 становника, што је за 5,2% више у односу на попис из 2006. када је регистровано 3.089 житеља.
| 2006. | 2011. |
| ----- | ----- |
| 3.089 | 3.249 |